# El Coll

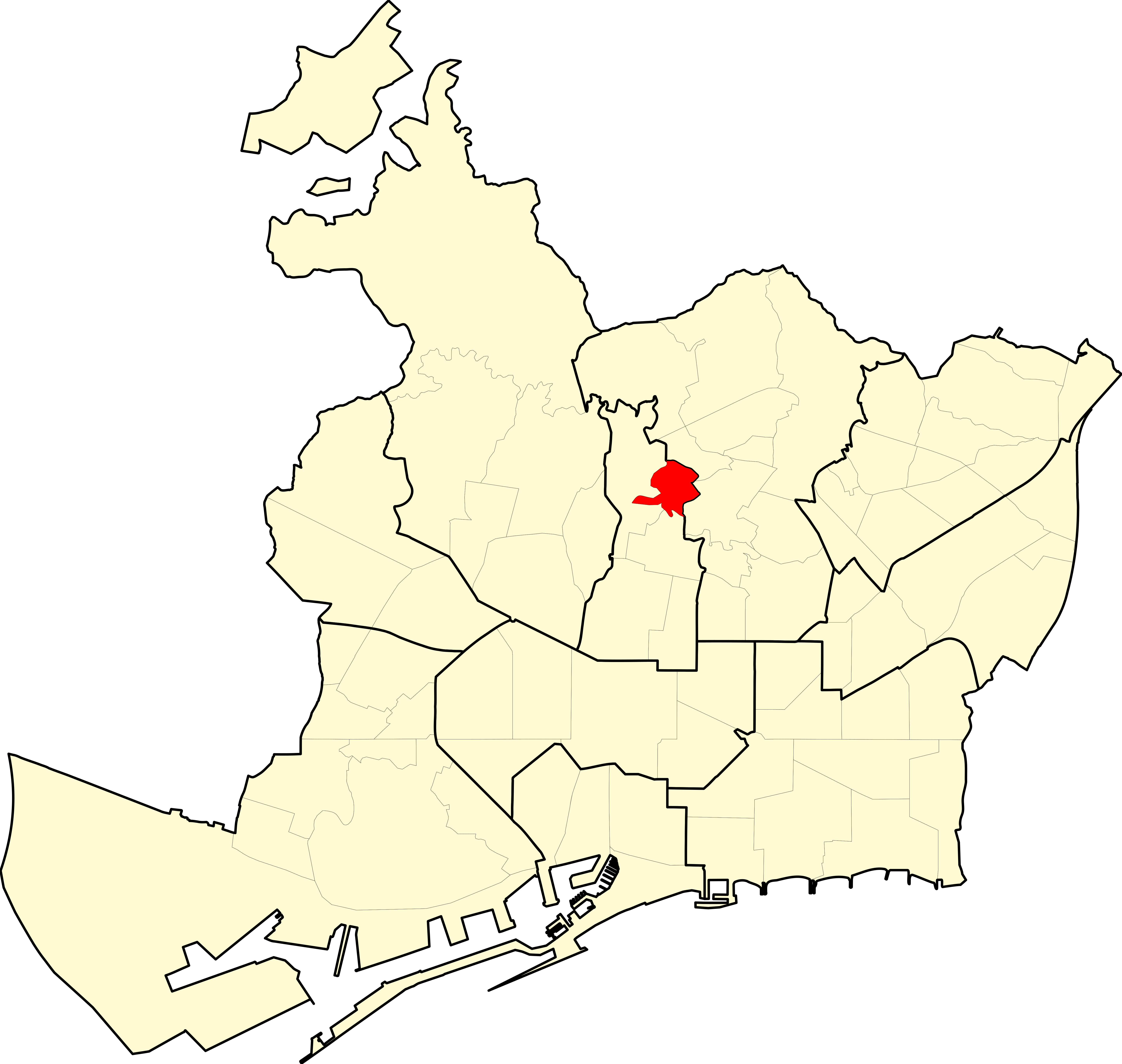
Locatie van El Coll

El Coll is een buurt in Gràcia, een van de 10 districten waarin Barcelona is verdeeld. Deze buurt ligt aan de voet van de berg Tibidabo en ligt ongeveer 300 meter boven zeeniveau en er wonen vandaag de dag 6850 mensen.

## Geschiedenis
De geschiedenis gaat terug tot de 11e eeuw met de bouw van de kerk waaraan de naam is herleid : Església del Coll.
Aan het begin van de 20e eeuw bestaat de buurt voornamelijk uit "masies" (een soort Spaanse boerderijen) en huizen. Door de massale immigratie van arbeiders uit andere delen van Spanje, beleefde El Coll in de jaren 60 een bouwexplosie en werden er zeer veel gebouwen gebouwd waarbij alle lege plekken werden volgebouwd.
In 1976 werd er een park aangelegd: de buiten gebruik geraakte steengroeve "la Creueta" werd omgetoverd tot het "Parc de la Creueta del Coll". In 2010 werd het metrostation El Coll / La Teixonera geopend in de wijk.